# Mylon
Mylon is een geslacht van vlinders van de familie dikkopjes (Hesperiidae), uit de onderfamilie Pyrginae.

## Soorten
- M. ander Evans, 1953
- M. cajus (Plötz, 1884)
- M. illineatus Mabille & Boullet, 1917
- M. jason (Ehrmann, 1907)
- M. lassia (Hewitson, 1868)
- M. menippus (Fabricius, 1776)
- M. mestor Evans, 1953
- M. orsa Evans, 1953
- M. pelopidas (Fabricius, 1793)
- M. salvia Evans, 1953
- M. zephus (Butler, 1870)